# Conde da Feira

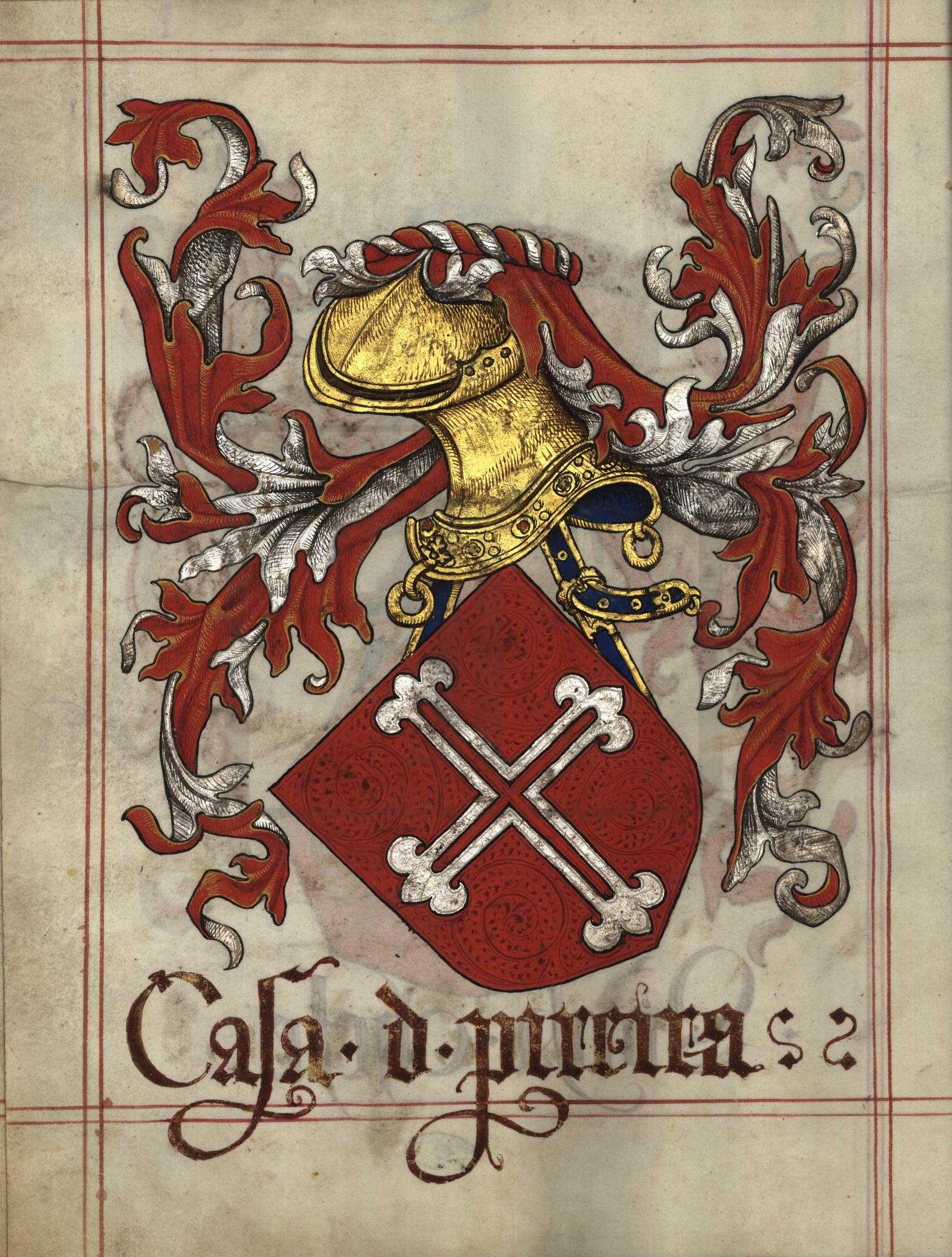
Armas de Pereira chefe, in Livro do Armeiro-Mor (fl 52^{v}) (1509). Armas dos Pereira condes da Feira

O título de Conde da Feira foi um título nobiliárquico de Portugal. Não se encontra registada a carta de mercê deste título, mas D. Rodrigo Pereira, o primeiro titular, é referido como conde pela primeira vez em alvará de D. Afonso V de Portugal de 16 de Maio de 1481. Sendo esta a referência mais antiga conhecida, é este o ano normalmente referido como da criação do condado. Note-se que este primeiro conde antes de 1481 usava o nome Rui Pereira.
O título de Conde da Feira ficou extinto com o oitavo conde em 1700, vagando então o condado para a Coroa. O título seria novamente atribuído, por uma vida apenas, por carta de 18 de Maio de 1820, a um descendente por bastardia do primeiro conde.
Anselmo Braamcamp Freire na sua obra Brasões da Sala de Sintra dedica o capítulo X, no Vol. I, aos Pereira, incluindo o ramo dos condes da Feira.

## Condes da Feira

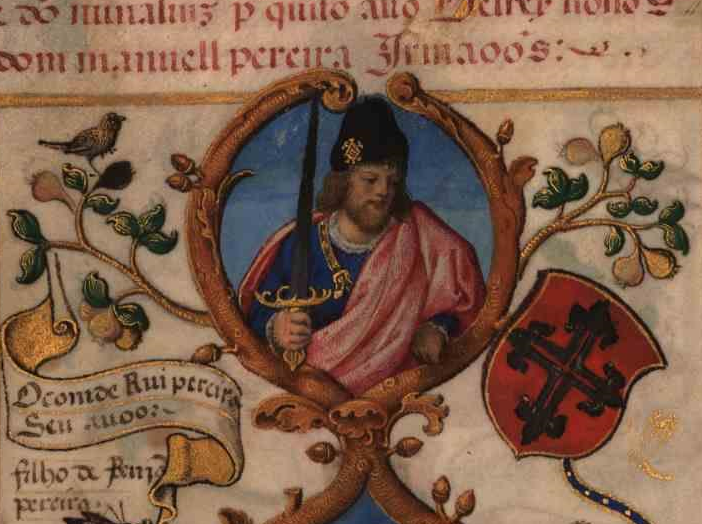
D. Rui Pereira, 1.º Conde da Feira (c. 1430-1486) - Genealogia de D. Manuel Pereira, 3.º conde da Feira (1534)

O primeiro conde era descendente de Rui Gonçalves Pereira, irmão bastardo de D. Gonçalo Pereira, Arcebispo de Braga, e tio do Condestável D. Nuno Álvares Pereira. O filho de Rui Gonçalves, Álvaro Pereira, bisavô do primeiro conde, tinha em 1385 recebido de juro e herdade as terras de Santa Maria da Feira por ter alinhado com o Mestre de Avis durante a crise de 1383-1385, tornando-se o primeiro senhor da Casa. Em 1467 Rui Pereira teve confirmadas as mesmas terras de Santa Maria da Feira que tinham pertencido a seu pai, Fernão Pereira, assim como o castelo de Santa Maria da Feira, e em 1481 este 4.º senhor das terras de Santa Maria da Feira e 2.º senhor do seu castelo é já referido como conde.
O quinto conde não teve filhos varões, mas por seus serviços "nas partes da India e neste reino" recebeu em 1608 a mercê de ser tirado por duas vezes fora da Lei Mental. Foi nomeado Vice-Rei da Índia esse mesmo ano, mas morreu durante a viagem. Foi então sucedido por sua filha, a sexta condessa. O oitavo conde morreu sem legítima descendência.
Titulares
1. D. Rodrigo Pereira ou D. Rui Pereira, 1.º Conde da Feira;
2. D. Diogo Pereira, 2.º Conde da Feira, filho do anterior;
3. D. Manuel Pereira, 3.º Conde da Feira, filho do anterior;
4. D. Diogo Forjaz Pereira, 4.º Conde da Feira, filho do anterior;
5. D. João Forjaz Pereira, 5.º Conde da Feira, neto paterno do anterior;
6. D. Joana Forjaz Pereira, 6.ª Condessa da Feira, filha do anterior, casou com D. Manuel Forjaz Pereira Pimentel;
7. D. João Forjaz Pereira Pimentel, 7.º Conde da Feira, filho da anterior;
8. D. Fernando Forjaz Pereira Pimentel, 8.º Conde da Feira, irmão do anterior;
9. D. Miguel Pereira Forjaz Coutinho Barreto de Sá e Resende de Magalhães, 9.º Conde da Feira.

Após a Implantação da República Portuguesa, e com o fim do sistema nobiliárquico, usou o título: 
1. José Pedro da Silveira Cirne de Vasconcelos, 10.º Conde da Feira.

### Armas
As armas dos Pereira condes da Feira eram: de vermelho, com uma cruz florenciada de prata, vazia do campo.  Timbre: cruz de vermelho, florenciada e vazia, posta entre duas asas de ouro.
Estas armas encontram-se no Livro do Armeiro-Mor (fl 52v), no Livro da Nobreza e Perfeiçam das Armas (fl 10v), no Thesouro de Nobreza (fl 27r), etc. Encontram-se tambem na Sala de Sintra. No entanto, e como refere Braamcamp Freire, existem variantes quanto aos esmaltes do timbre.

## Galeria

### Castelo de Santa Maria da Feira, dos condes da Feira
Fotografias: DGEMN, obras de restauro dirigidas pelo Arq.º Baltasar de Castro, 1935-1944